# Ivčenko AI-24
Ivčenko AI-24 je turbovrtulový letecký motor navržený a vyvinutý konstrukční kanceláří Ivčenko a vyráběný v závodě Motor Sič. Poháněl různé letouny vyráběné Antonovem jako An-24, An-26 nebo An-30.
Motor vznikl v roce 1958 po vývoji založeném na zkušenostech získaných při vývoji turbovrtulového motoru AI-20 a pomocí pokročilých metod simulace byla vyvinuta menší verze AI-24 o jmenovitém výkonu 2 550 ehp
Byly také učiněny pokusy vyrábět turbohřídelovou variantu - například v roce 1960 bylo vyrobeno jedenáct předsériových jednotek turbohřídelové varianty AI-24V o výkonu 2000 hp pro pohon prvních dvou prototypových vrtulníků V-8 (Mi-8). Ale vzhledem k tomu, že byl vybrán motor TV2-117, byly práce na motoru AI-24V byly zrušeny.

## Specifikace (AI-24T)

### Technické údaje
- Typ: Turbovrtulový motor
- Délka: 2 350 mm
- Průměr: 680 mm
- Hmotnost suchého motoru: 600 kg

### Součásti
- Kompresor: desetistupňový axiální kompresor
- Spalovací komora: prstencová
- Turbína: třístupňová

### Výkony
- Maximální výkon: 2 074 kW (2 820 hp); stálý výkon: 1 650 hp (1 214 kW)
- Celkový poměr stlačení: 7,05:1
- Průtok/hltnost vzduchu:  13,1 kg/s
- Měrná spotřeba paliva: 90,1 μg/J (0.533 lb/h/shp)
- Poměr tah/hmotnost: